# Promozione e retrocessione
La promozione e la retrocessione sono un meccanismo tipico degli sport di squadra,  ; si riferiscono al passaggio dei club tra diverse categorie, gerarchicamente superiori o inferiori alle altre.
Oltre che dal campo, possono essere determinate anche dalla giustizia sportiva; alcune motivazioni, in tal senso, possono includere l'illecito sportivo o il fallimento dovuto ad inadempienze finanziarie.

## Funzionamento
La promozione e la retrocessione avvengono al termine di una stagione sportiva, in base ai punti riportati in classifica dai club oppure a seguito dell'esito di play-off e play-out; tale meccanismo, ampiamente diffuso in Europa e Sud America, è quasi estraneo in Oceania e Nord America, dove invece la maggior parte dei campionati è a numero chiuso.
Le strutture dei campionati sono generalmente organizzate in modo tale da avere un identico numero di promozioni e retrocessioni, per assicurare l'equilibrio della piramide sportiva; casi di ampliamento o restringimento di una divisione producono, di conseguenza, effetti anche sulle altre categorie, stravolgendo l'intero apparato.